# Милагрис (Баия)
Милагрис (порт. Milagres)  —  муниципалитет в Бразилии, входит в штат Баия. Составная часть мезорегиона Юго-центральная часть штата Баия. Входит в экономико-статистический микрорегион Жекие. Население составляет 14 086 человек на 2006 год. Занимает площадь 307,779 км². Плотность населения — 45,8 чел./км².

## Статистика
- Валовой внутренний продукт на 2003 год составляет 19 843 276,00 реалов (данные: Бразильский институт географии и статистики).
- Валовой внутренний продукт на душу населения на 2003 год составляет 1507,96 реалов (данные: Бразильский институт географии и статистики).
- Индекс развития человеческого потенциала на 2000 год составляет 0,624 (данные: Программа развития ООН).